# Zelaphycus aspidioti
Zelaphycus aspidioti är en stekelart som först beskrevs av Tachikawa och Valentine 1969.  Zelaphycus aspidioti ingår i släktet Zelaphycus och familjen sköldlussteklar. Inga underarter finns listade i Catalogue of Life.